# Phasia albipennis
Phasia albipennis är en tvåvingeart som först beskrevs av Brooks 1945.  Phasia albipennis ingår i släktet Phasia och familjen parasitflugor.
Artens utbredningsområde är Saskatchewan. Inga underarter finns listade i Catalogue of Life.